# 王昭遠
王昭遠（?—?），益州成都人。
幼孤貧，本是無賴，少時為孟昶侍從，好說大話、善於逢迎，為孟昶所重，官夔州宁江军节度。孟昶母常告訴他，昭远不可用，昶不聽，不久又兼领山南西道节度、同平章事。
乾德二年（964年），宋廷派忠武節度使王全斌、武信節度使崔彥進、樞密副使王仁贍、寧江節度使劉光義、樞密承旨曹彬等六萬人伐蜀。孟昶命昭远为西南行营都统，率兵拒战。昭远三战三败，逃至利州（四川省广元市），焚毀桔柏津的橋樑，又逃至漢原坡（四川省劍閣縣東北），留下部將鎮守剑门（四川省广元市剑门），劍門自古為天險之地，王全斌等以銳兵奮擊，攻克。趙崇韜对宋军进行攻击，而王昭远却坐在胡床上无法起身。再投奔东川（四川省三台县）時，躲入民舍，為宋軍所俘。宋太祖授为左领军卫大将军。王昭遠好讀兵書，手執鐵如意，常以诸葛亮自喻，法曹彭灋（法）戲稱之“帶汁諸葛亮”（汁是指眼淚）。